# My Boss, My Hero
My Boss, My Hero (マイ☆ボス マイ☆ヒーロー?, Mai Bosu, Mai Hīrō) è un dorama in 10 puntate di NTV andato in onda nel 2006 e diretto da Jun Ishihara.

## Trama
Sakaki Makio è un moderno boss della yakuza, è molto forte fisicamente ed è soprannominato "L'uragano". Tuttavia il giovane è tanto forte quanto stupido e spesso manda a monte gli affari della sua famiglia: la Zanna affilata.
Il padre decide così di iscriverlo ad una scuola superiore per fargli prendere il diploma, con la speranza di renderlo più intelligente. Makio non è entusiasta dell'idea del padre, ma pian piano con l'aiuto del fidato Manabe Kazuya e del giovane Jun riesce ad ambientarsi a scuola.
Nel frattempo suo fratello minore Sakaki Mikio, che si è appena laureato, sta cercando di soffiare il posto di boss a Makio. Questa situazione porterà il protagonista a concentrarsi seriamente sugli studi, tanto che alla fine sembrerebbe che il diploma sia già in mano sua.
Tuttavia nel penultimo episodio i membri del clan rivale assalgono alcuni suoi compagni di classe e Makio è costretto a svestire i panni dello studente liceale e a mostrarsi per quello che è, ossia un mafioso che si batte fino alla morte contro i malviventi suoi pari (con tanto di tatuaggio yakuza sulla schiena).
Alla fine Sakaki Makio non riesce a diplomarsi poiché è inaccettabile per una scuola ospitare un membro di un clan di criminalità organizzata. Per Makio però le cose si mettono sulla retta via, in quanto alle votazioni per la successione a boss batte il fratello minore e diviene l'erede della Terza Generazione del clan Zanna affilata.
Così Makio, neo boss della yakuza si appresta a frequentare nuovamente un liceo, stavolta con la seria intenzione di diplomarsi.

## Personaggi e interpreti
- Tomoya Nagase - Sakaki Makio
- Yūya Tegoshi - Sakurakoji Jun
- Kōki Tanaka - Manabe Kazuya
- Yui Aragaki - Umemura Hikari
- Yuu Kashii - Minami Yuriko
- Eri Murakawa - Hagiwara Saki
- Masaya Kikawada - Sakaki Mikio
- Ren Ōsugi - Kuroi Teruyuki
- Masachika Ichimura - Sakaki Kiichi

### Classe 3ª A
- Wakaba Ryuya - Hoshino Rikuo
- Ren Mori - Yasuhara Tadashi
- Osamu Adachi - Maki Shinichi
- Chiaki Sato - Okumoto Yukino
- Masahiro Hirota - Suwabe Yuki
- Takahiro Sato - Ibuki Kazuma
- Asami Shibuya - Mita Makoto
- Chiaki Horan - Tendo Yukari
- Noriko Iriyama - Tanaka Rumi
- Miki Itō - Nishina Hiroko
- Ayami Kakiuchi - Ozawa Kaori
- Riisa Naka - Chiba Akane
- Chen Qu - Fei Lin
- Kohei Takeda - Hiratsuka Ryusuke
- Momoko Shibuya - Tsuboi Mio

## Episodi
1. The young master becomes a high school student!
2. The young master becomes the class leader!
3. The young master sets his eyes on the test?!
4. It's summer vacation, young master!
5. "Screw this!" ...The young master's rebellious age
6. Stand up, class leader! Class A's internal conflict
7. "I'm really a..." ...The young master flees in tears
8. Cultural festival: A happy day of love and adolescence!
9. The young master locks horns on Valentine's Day!!
10. Bon voyage, young master... Arise, ship!